# Bulbophyllum subumbellatum
Bulbophyllum subumbellatum är en orkidéart som beskrevs av Henry Nicholas Ridley. Bulbophyllum subumbellatum ingår i släktet Bulbophyllum och familjen orkidéer. Inga underarter finns listade i Catalogue of Life.